# 槟城交通总体规划
槟城交通总体规划（英語：Penang Transport Master Plan，简称“PTMP”，俗称“大蓝图”）旨在应对槟城日益恶化的交通拥堵情况，预计总投资为460亿马币。

## 历史背景
槟城位于马来西亚半岛的西北海岸，其首府为乔治市，由槟岛和马来半岛上的威省组成。2018年，槟城的人口密度为1,684每平方（4,360每平方英里），是马来西亚人口密度最高的地区之一，也是该国最城市化的州之一。威省是马来西亚第二大城市，其人口仅次于吉隆坡。槟城的可开发面积相对较小，同时间拥车率高，几乎家家户户都拥有多于一辆车，加剧了交通拥堵的情况。据“槟城之子”估计，乔治市晚高峰时速度平均不到20公里/小时 。为此，当时新执政的民联政府于2009年制定了一个计划以缓解这些问题。槟城交通总体规划目前是槟城2030年发展愿景的第四支柱，旨在投资于改善现有建筑环境。
2011年，槟城交通委员会（PTC）正式成立。
2011年4月，州政府与北部走廊实施机构委任AJC规划顾问私人有限公司、合乐以及新加坡郵輪中心，进行槟城交通总体规划研究。
2012年10月，州政府收到了四份报告，分别为：
- 公共交通方案 - 提出了一个交通网络方案，包括设置枢纽和停车换乘站，以及更全面的公交网络、巴士快速交通系统、有轨电车和轻快铁（LRT）。
- 基于公路的战略 - 研究如何改善道路、网络以及支持和补充公共交通方案的相关设施。
- 可达性报告 - 认为公共交通需要在城市和乡村地区都具备可达性。
- 体制改革 - 提出了由州政府领导实施交通战略和政策的施政方向。

2013年，槟城州政府采纳了合乐的研究，并与Zenith机构签署了初步协议。
2014年，槟城州政府发布了招标请求书（RFP）。
2015年8月，时任槟城首席部长林冠英宣布， SRS联营体将成为PTMP的项目交付伙伴（PDP），估计成本约为270亿令吉。
在2020年预算案中，希盟政府拨出1亿令吉用于拟议中的升旗山新缆车项目。6月初，联邦政府宣布取消槟城交通总体规划的资金支持，这是在国民联盟接管政府之后发生的。
2020年7月，槟城州政府成立了槟城基础设施有限公司，特别设立该公司的主要目的是确保槟城交通总体规划（PTMP）整体工程的实施能顺利进行。董事会成员包括首席部长曹观友、槟城州秘书拿督阿都拉萨嘉法和州公共工程、公用事业和防洪委员会主席再里尔。
2020年6月20日，州工委会主席再里尔表示，即使联邦政府未提供资金支持，槟城也将继续推进460亿令吉的槟城交通总体规划下的项目。
2020年7月1日，宣布金务大有限公司将通过其子公司SRS联营有限公司（SRS Consortium Sdn Bhd）,成为槟城交通总体规划的项目交付伙伴（PDP）。协议包括峇六拜轻快铁线项目、槟岛第一和第二A泛岛大道（PIL 1和PIL 2A）以及槟城南部填海计划（PSR）项目。
槟城州首席部长曹观友表示，州政府将考虑发行自己的债券来为槟城南部填海计划项目融资，并且不需要联邦政府批准此举。 但是，槟城消费者协会主席莫哈末阿都拉卡迪则认为，州政府将需要寻求联邦政府的批准来支付槟城南部填海计划的费用。

## 总体规划内容
槟城面积较小但拥车率高，加剧了交通拥堵的情况。槟城州政府起草了“槟城交通总体规划”，通过鼓励在整个槟城更广泛使用基于铁路的交通系统，以460亿令吉的成本来解决这些问题。为了筹措资金，州政府将通过填海造地在槟岛南部建造三座小岛，总面积将达到1,738公顷。槟城交通总体规划涉及以下几个组成部分：
- 三条快速公路，分别称为槟岛第一和第二和第二A泛岛大道（PIL1、PIL2、PIL2A）[16]
- 乔治市至槟城国际机场的轻快铁线路，即为峇六拜轻快铁
- 两条单轨铁路，将乔治市与亚依淡、垄尾和丹绒道光相连[17][18]
- 有軌電車线路，限于乔治市联合国教育、科学及文化组织世界遗产区（马六甲海峡历史城市）内[19]
- 横跨海峡的缆车线路，将乔治市的光大大厦与北海的槟城中环广场相连[20]
- 牛汝莪至北海的跨海峡轻快铁线路[16]
- 拉惹乌达至大山脚的单轨铁路[16]
- 峇冬丁宜至峇都交湾的快速公交线路（BRT）[16]
- 一条全长7.2公里的槟城海底隧道（英语：Penang Undersea Tunnel），将新关仔角与北海相连[16]。该项目计划于2023年动工，耗资63亿令吉。在2020年7月，首席部长曹观友表示，决定是否继续进行该项目将在可行性研究完成后做出[10]。该项目还涉及前首席部长林冠英的贪污指控[21]。

目前，槟城州政府正在优先考虑建设乔治市与槟城国际机场之间的峇六拜轻快铁线路。2019年4月，轻快铁项目获得联邦政府的有条件批准。预计施工将于2020年6月开始。截至2023年，该项目并未开始动工。

## 批评
有人认为，槟城交通总体规划实际上是由三个南部岛屿的填海方案，总计1,820公顷的槟城南部填海计划来掩盖而成。相比于采用公开招标，使用的是招标请求书（RFP）。同时，一些人认为槟城南部填海计划将会造成环境破坏。 2020年7月，州首席部长曹观友表示，就槟城南部填海计划受影响的渔民的补偿问题，讨论仍在进行中。
槟城交通总体规划总预算为420亿马币，将成为马来西亚最昂贵的基础设施项目。
拟议中的轻快铁（LRT）年乘客量预计将达到4200万次，而当地人口仅约80万人。